# 中国驻埃尔比勒总领事馆
中华人民共和国驻埃尔比勒总领事馆（阿拉伯语：القنصلية العامة لجمهورية الصين الشعبية في اربيل），简称中国驻埃尔比勒总领事馆，是中华人民共和国派驻伊拉克库尔德斯坦埃尔比勒的最高级别外交机构。领区包括库尔德斯坦。

## 历史沿革
2014年5月4日，中伊达成协议，中国在库尔德斯坦埃尔比勒设置总领事馆。12月30日，驻埃尔比勒总领事馆正式开馆。